# أنتون (إزار)
أنتون  (بالفرنسية: Anthon) هي بلدية في إقليم إزار بمنطقة أفيرن–رون ألب في جنوب شرق فرنسا.